# 1578
1578 (MDLXXVIII) var ett normalår som började en onsdag i den julianska kalendern.

## Händelser

### April
- 16 april–25 juni – Spanien ockuperar Brunei Town.[1]

### Oktober
- 21 oktober – Svenskarna besegrar tillsammans med polska styrkor ryssarna i slaget vid Wenden.

## Födda
- 17 januari – Petrus Johannis Rudbeckius, svensk skald och psalmboksutgivare.
- 1 april – William Harvey, brittisk vetenskapsman, upptäckare av blodomloppet 1628.
- 14 april – Filip III av Spanien, kung av Kastilien, Aragonien och Portugal 1598–1621.
- 17 augusti – Francesco Albani, italiensk målare.
- 1 oktober – Fidelis av Sigmaringen, katolsk ordenspräst och martyr; helgon.
- 20 december – Agnes av Holstein-Gottorp, tysk prinsessa.
- Izumo no Okuni, japansk miko (tempeltjänare) och skådespelare.

## Avlidna
- 12 februari – Katarina av Österrike, portugisisk regent.
- 14 april – James Hepburn, skotsk prinsgemål 1567 (gift med Maria I)
- 10 september – Pierre Lescot, fransk arkitekt

### Fotnoter
1. ↑  World Statesmen (läst 4 april 2011)